# Sistema de pouso por micro-ondas

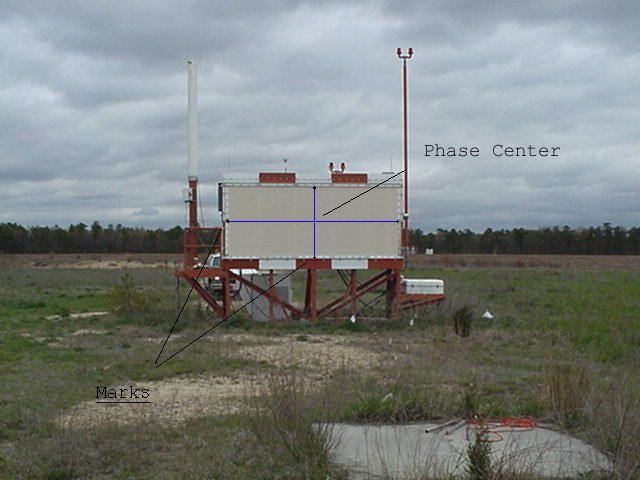
Sistema de MLS

O sistema de pouso por micro-ondas ou MLS  (do inglês: microwave landing system) é um sistema de pouso de precisão, criado com o objetivo de substituir o sistema de pouso por instrumentos (ILS). O MLS tem um grande número de vantagens operacionais, como uma seleção de canais mais ampla para evitar interferência com outros aeródromos próximos, excelente desempenho em qualquer situação de tempo, e os ângulos vertical e horizontal de captura permitiam aproximações de áreas maiores ao redor do aeroporto.
Apesar de alguns MLS estarem operacionais já nos anos 1990, a grande "explosão" comercial esperada por seus idealizadores, nunca se tornou realidade. O sistema de posicionamento global (GPS), e notavelmente o Sistema de Aumento de Área (WAAS), permitiu ao mesmo ter o mesmo nível de precisão em relação ao MLS sem exigir qualquer equipamento no aeroporto. O sistema de GPS/WAAS baixou drasticamente o custo da implementação de aproximações de precisão, e desde sua introdução, a maioria dos sistemas de MLS existentes na América do Norte foram desligados. Sistemas de pouso LPV (Localizer Performance with Vertical Guidance) baseados em GPS/WAAS provêm precisão vertical comparável ao ILS Categoria I e os procedimentos LPV publicados pela FAA atualmente estão em maior número que os procedimentos ILS nos aeroportos americanos.
O sistema MLS continua sendo ainda de algum interesse para os países da Europa, onde a preocupação da disponibilidade do GPS continua a ser um problema. Uma instalação em grande escala no Reino Unido continua em processo, instalando também receptores de MLS na maioria das aeronaves da empresa British Airways, mas a continuidade do sistema ainda é uma dúvida. A NASA opera um sistema similar chamado Microwave Scanning Beam Landind System para pousar o Space Shuttle

## Ligações Externas
- A Technology Eclipsed: The Microwave Landing System and the Dawn of GPS
- Website dedicado à descrição do MLS